# Vinko Colic
Vinko Colic (* 19. Jänner 2003) ist ein österreichischer Fußballtorwart.

## Karriere
Colic begann seine Karriere bei der Kapfenberger SV. Zur Saison 2020/21 wechselte er zu Landesligist ESV St. Michael. Bei St. Michael zählte er zwar zum Kader der ersten Mannschaft, kam aber ausschließlich für die Reserve zum Zug. Für diese spielte er achtmal in der siebtklassigen Gebietsliga. Zur Saison 2021/22 kehrte er nach Kapfenberg zurück, wo er fortan für die dritte und vierte Mannschaft spielte. In jener Spielzeit lief er 20 Mal für Rapid in der sechstklassigen Unterliga auf, für Rapid II spielte er sechsmal in der achtklassigen 1. Klasse.
Zur Saison 2022/23 verließ Colic Kapfenberg wieder und schloss sich dem fünftklassigen FC Trofaiach an. Für Trofaiach kam er in zwei Spielzeiten zu insgesamt 32 Einsätzen in der Oberliga. Zur Saison 2024/25 wechselte er ein drittes Mal nach Kapfenberg, diesmal schloss er sich den Profis des Zweitligisten an. Sein Debüt in der 2. Liga gab er im Mai 2025, als er am 27. Spieltag jener Saison gegen den First Vienna FC in der Startelf stand.